# Partido Popular da Baviera
O Partido Popular da Baviera (em alemão: Bayerische Volkspartei — BVP) foi um partido político  da  República de Weimar. No espectro político é localizado na centro-direita

## História
Fundado em 15 de Novembro de 1918 como cisão do Partido do Centro, era particularista e monárquico, mas mantinha a ideologia católica, conservadora e moderada de seu partido de origem. Foi o partido mais votado na Baviera ao longo de toda a República de Weimar, formando parte de todos os governos regionais do período. Sua representação no Reichstag (parlamento alemão) manteve-se relativamente inalterada, variando de 16 a 24 deputados. Foi dissolvido pelo governo de Adolf Hitler em 1933, junto com o governo regional.

## Resultados eleitorais

### Eleições legislativas
| Data    | CI.               | Votos             | %                 | +/-               | Deputados         | +/-               |
| ------- | ----------------- | ----------------- | ----------------- | ----------------- | ----------------- | ----------------- |
| 1919    | Partido do Centro | Partido do Centro | Partido do Centro | Partido do Centro | Partido do Centro | Partido do Centro |
| 1920    | 7.º               | 1 173 344         | 4,2 / 100,0       |                   | 20 / 459          |                   |
| 03/1924 | 8.º               | 946 648           | 3,2 / 100,0       | 1,0               | 16 / 472          | 4                 |
| 12/1924 | 7.º               | 1 134 035         | 3,7 / 100,0       | 0,5               | 19 / 493          | 3                 |
| 1928    | 8.º               | 945 644           | 3,1 / 100,0       | 0,6               | 17 / 491          | 2                 |
| 1930    | 10.º              | 1 058 637         | 3,0 / 100,0       | 0,1               | 19 / 577          | 2                 |
| 07/1932 | 6.º               | 1 192 684         | 3,2 / 100,0       | 0,2               | 22 / 608          | 3                 |
| 11/1932 | 6.º               | 1 094 597         | 3,1 / 100,0       | 0,1               | 20 / 584          | 2                 |
| 03/1933 | 6.º               | 1 073 552         | 2,7 / 100,0       | 0,4               | 19 / 647          | 1                 |

### Eleições regionais da Baviera
| Data | CI. | Votos | %            | +/- | Deputados | +/-     |
| ---- | --- | ----- | ------------ | --- | --------- | ------- |
| 1919 | 1.º | N/D   | 35,0 / 100,0 |     | 66 / 180  |         |
| 1920 | 1.º | N/D   | 39,4 / 100,0 | 4,4 | 65 / 155  | 1       |
| 1924 | 1.º | N/D   | 32,8 / 100,0 | 6,6 | 46 / 129  | 19      |
| 1928 | 1.º | N/D   | 31,6 / 100,0 | 1,2 | 46 / 128  | Estável |
| 1932 | 1.º | N/D   | 32,6 / 100,0 | 1,0 | 45 / 128  | 1       |